# Хлопчик з вуздечкою
«Хлопчик з вуздечкою» — анімаційний фільм 1974 року Творчого об'єднання художньої мультиплікації студії Київнаукфільм, режисер — Ніна Василенко.

## Сюжет
Екранізація літописної оповіді про кмітливого хлопчика-пастушка, який у Х столітті врятував рідний Київ від навали печенізького війська.

## Над мультфільмом працювали
- Автор сценарію та режисер: Ніна Василенко
- Художник-постановник: Юрій Скирда
- Композитор: Іван Карабиць
- Оператор: Анатолій Гаврилов
- Консультант: С. Килієвич
- Звукорежисер: Ізраїль Мойжес
- Мультиплікатори: Марк Драйцун, Олександр Лавров, Ніна Чурилова, Олександр Вікен, Микола Бондар, Михайло Титов
- Асистенти: М. Лумельська, Т. Черні, О. Деряжна, С. Тесленко, А. Ібадулаєв
- Редактор: Володимир Гайдай
- Текст читає: Ю. Саричев
- Директор картини: Іван Мазепа